# Андрей Анастасов
Андрей (Андрея) Анастасов Никин, известен като Ресенец и Килитчи, е български просветен деец, книжар и книгоиздател от Македония.

## Биография
Роден е към 1826 година в македонския град Ресен. Работи в Пловдив, Цариград и родния си град. Допълва и издава „Месецослов или календар вечний, събрани и наредени с много полезни и любопитни неща от Пенча Радева, карловца, а издан с допълнения от Андрея Анастасова, ресенеца. Издание пето [препечатано от 2-рото]. Киев, в типографии Федорова, 1865“. През февруари 1868 година издава пет учебника на Кузман Шапкарев на
| „ | наречие по-вразумително за македонските българи. Наредил един македонец. Се издават от Андрея Анастасова Ресенца. В Цариград, в печатницата на в. „Македония“. 1868. | “ |

През 1872 година подпомага финансово издаването в Цариград на книгите „Воскресник или Черковно въсточно песнопение“ и „Песнопение или Черковно въсточно пение“ на Тодор Икономов. Води кореспонденция със Стефан Веркович. Запознава се и поддържа връзки с негованския учител Иван Маджаров, когото снабдява с български учебници и вестници.
По-късно Анастасов живее във Варна, където се занимава с търговска дейност.
Умира на 30 март 1909 година във Варна.

## Издания на  Андрей Анастасов
- „Голяма българска читанка или втората част на българския буквар“
- „Кратка свещена повестница от Вехтия и Новия завет“
- „Познания за малечките дечиня“